# Айгільдіно
Айгі́льдіно (рос. Айгильдино, башк. Айгилде) — присілок у складі Бірського району Башкортостану, Росія. Входить до складу Чишминської сільської ради.
Населення — 109 осіб (2010; 111 у 2002).
Національний склад:
- марійці — 94 %